# John Liver-Eating Johnston
John „Liver-Eating” Johnston (ur. 1824, zm. 21 stycznia 1900) – amerykański myśliwy, człowiek gór, traper i stróż prawa na „Dzikim Zachodzie”. Swój przydomek i sławę zawdzięczał temu, że rzekomo po zabiciu przeciwnika, Indianina z plemienia Wron, jadł jego wątrobę.

## Młodość
Urodził się w pobliżu wioski Little York w hrabstwie Hunterdon w stanie New Jersey. Jego rodzicami byli Issac Garrison i Elisa Metlar Garrison. Według niezbyt pewnych ustnych przekazów Johnston miał pięć sióstr, z których ostatnia, Matilda Tillman, zmarła w roku 1923 oraz – być może – jednego brata. O jego dzieciństwie niewiele wiadomo, ale jako 16-latek miał już pracować jako chłopiec okrętowy na szkunerze obsługującym handel wzdłuż Wschodniego Wybrzeża USA. Podczas wojny amerykańsko-meksykańskiej służył na okręcie wojennym, z którego zdezerterował po uderzeniu oficera. Znalazłszy się na lądzie zaczął występować jako John Johnston i – zdaniem niektórych autorów, jak Harry Owens lub John Webber – przez kilka lat pracował w kalifornijskich kopalniach lub pływał na statkach wielorybniczych. Dopiero w 1858 roku postanowił spróbować szczęścia na „Dzikim Zachodzie” i przeniósł się na Terytorium Montany. Pracował tam jako myśliwy, traper, kolejarz, handlarz, bądź drwal dostarczający paliwa dla statków rzecznych. Opisywano go jako postawnego mężczyznę około 182 cm wzrostu i 115 kg wagi bez odrobiny tłuszczu.

## Legendy i mity

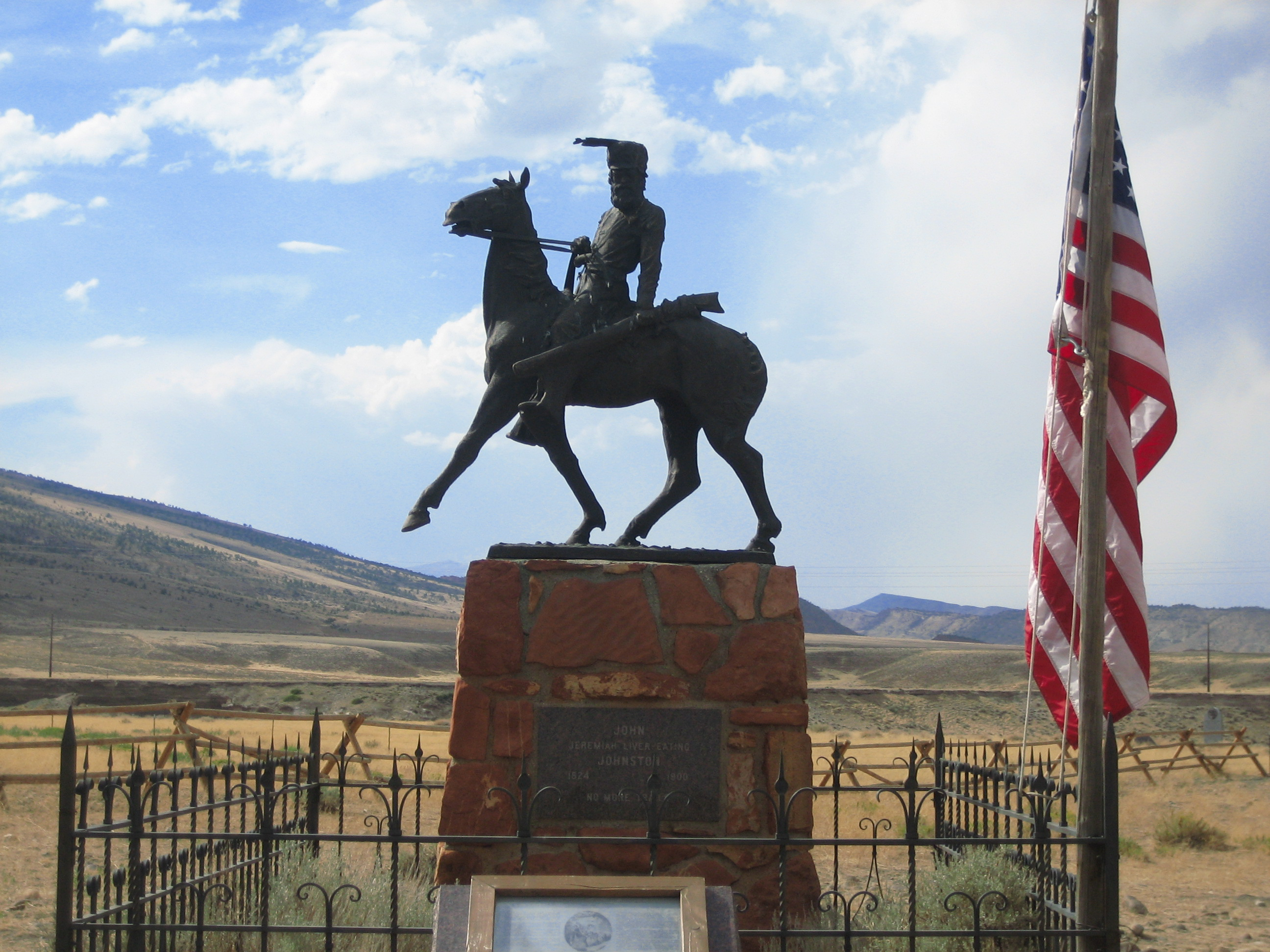
Konny pomnik Johna Liver-Eating Johnstona nad jego grobem w Cody (Wyoming)

Postać Johnstona otacza atmosfera plotek, legend, mitów i traperskich opowieści przy ogniskach. Przypuszczalnie najważniejszą z nich jest ta, która dotyczy jego rzekomej żony, Indianki z plemienia Flathead, zamordowanej zimą 1847 roku przez wojowników Wron, co spowodowało, że Johnston postanowił zemścić się na całym plemieniu. Legenda ta mówi o krwawej lecz sprawiedliwej zemście na zbrodniczych dzikusach, za jakich uważano Indian:

Rankiem pewnego majowego dnia 1847 roku grupa wojowników Wron napadła, zamordowała i oskalpowała ciężarną żonę Johnstona; od tej pory, przez wiele lat zabijał z zemsty Indian z plemienia Wron, skalpował ich i zjadał na surowo ich wątroby.

Dla Wron miała to być straszliwa kara, bowiem wątroba, zgodnie z ich wierzeniami, była wojownikowi niezbędna w życiu pozagrobowym. W mitologii wielu plemion indiańskich taką rolę pełniły różne organy (serca, mięśnie rąk i nóg, genitalia, skalpy), stąd powszechne okaleczanie zabitych wrogów na polu bitwy. 
W rzeczywistości przydomek „zjadacza wątroby” narodził się przypadkiem w roku 1868, kiedy to Indianie z plemienia Dakotów zaatakowali grupę piętnastu drwali wyrąbujących drzewa na ich terytorium. Pod koniec walki Johnston pchnął nożem jednego z wojowników. Gdy wydobył ostrze z boku zabitego, na zębatej krawędzi noża został niewielki fragment wątroby. Johnston żartem zapytał kamratów, czy chcieliby „skosztować Siuksa”, po czym udał, że sam zjada ów kawałek mięsa. Druga część legendy jest równie łatwa do obalenia, bo w roku 1847 Johnston był marynarzem i nie mógł mieć indiańskiej żony, zaś na „Dziki Zachód” wyruszył najwcześniej jedenaście lat później. Należy przy tym dodać, że wojownicy Wron byli sprzymierzeńcami białych, a armia chętnie zatrudniała ich jako przewodników i zwiadowców, trudno więc przyjąć, że zabili żonę białego trapera. Sam Johnston zaprzeczył plotkom w wywiadzie dla gazety Billings Times z 27 lipca 1899 roku:

To jest cholerne kłamstwo. Wiem, że miałem taką reputację, ale było inaczej. Opowiem. Zdarzyło się to w sześćdziesiątym ósmym u ujścia Musselshell. Było nas piętnastu. Polowaliśmy i rąbaliśmy drzewo. Zostaliśmy zaatakowani przez Injunów, których wodzem był Hairy Bear. Zabiliśmy 36, a raniliśmy 60 z nich. Goniłem jednego z Indian... dopadłem go, oskalpowałem, a potem wbiłem mu nóż pod żebra i zabiłem. Na ostrzu noża został kawałek wątroby. Zacząłem machać tym nożem i krzyczeć do kolegów: Chodźcie, możecie wziąć to na obiad!

W jednym z mitów, cytowanych przez Nathaniela Langforda, Johnston miał wpaść w zasadzkę Czarnych Stóp, gdy zimą transportował alkohol dla swych braci z plemienia Flathead. Wojownicy Czarnych Stóp postanowili sprzedać go za godziwą cenę Wronom, jego śmiertelnym wrogom. Obnażyli go do pasa, związali rzemieniem i zostawili w tipi pod strażą niedoświadczonego młodzika. Johnston uwolnił się z więzów, kopniakiem obezwładnił strażnika, oskalpował go i obciął mu jedną z nóg. Uciekł do lasu, po czym maszerował około 320 km do traperskiej chaty swego partnera nazwiskiem Del Gue, żywiąc się po drodze mięsem z obciętej nogi. Langford zauważa, że opowieść ta dotyczy innego trapera, a przy tym seryjnego zabójcy i kanibala nazwiskiem Boone Helm, który w rzeczywistości obciął nogę martwego (popełnił samobójstwo) towarzysza, by zaspokoić głód. Dodać należy, że Johnston nigdy nie miał partnera o nazwisku czy przezwisku Del Gue.

## Późniejsze losy
W roku 1864, w czasie wojny secesyjnej, Johnston został powołany do służby w Armii Unii. W Saint Louis wstąpił, jako szeregowy, do Kompanii H 2 Regimentu Kawalerii. Był dwukrotnie ranny w bitwach pod Newtonią i Westport, za co w latach 1884–1899 wypłacano mu niewielką rentę. 23 września 1865 roku 2 Regiment został rozformowany, a Johnston odszedł do cywila, ale 10 lat później, w czasie wojny o Black Hills, zaciągnął się raz jeszcze. 
W latach osiemdziesiątych XIX wieku był zastępcą szeryfa w Coulson (Montana), a następnie marshalem w Red Lodge (Montana), gdzie osiadł na stałe, coraz częściej narzekając na zdrowie (przede wszystkim reumatyzm), co jednak nie przeszkodziło mu w dokonaniu jeszcze jednego legendarnego wyczynu, jakim było pokonanie dwoma ciosami zawodowego pięściarza, który ośmielił się go wyzwać. 
Jego ostatnim miejscem pobytu był szpital dla weteranów w Santa Monica w Kalifornii. Spędził tam zaledwie miesiąc i zmarł 21 stycznia 1900 roku. Pochowano go na cmentarzu wojskowym w Los Angeles. Siedemdziesiąt cztery lata później grupie uczniów i nauczycielowi z jednej z kalifornijskich szkół udało się, po 6-miesięcznej kampanii, zmusić władze do ekshumacji i przeniesienia zwłok Johnstona do Cody (Wyoming).

## Kalendarium
- lipiec 1824: urodził się w pobliżu Little York, New Jersey
- 1838–1845: służył na szkunerze handlowym i/lub na statku wielorybniczym
- 1846–1848: służył jako prosty marynarz w US Navy
- 1848–1858: nadal na okręcie wojennym lub w kalifornijskich kopalniach
- 1858–1861: ruszył na „Dziki Zachód”
- 1862–1864: Terytorium Montany: poszukiwacz złota, drwal, woźnica, traper walczący z Indianami
- 1864–1865: zwiadowca w służbie Armii Unii podczas wojny secesyjnej
- 1865–1867: kolejarz na liniach Diamond R Freight Co.
- 1867–1868: drwal; to właśnie wtedy zdobył ów niesławny przydomek „zjadacza wątroby”; miało to miejsce w czasie walki z Indianami w pobliżu Fortu Hawley
- 1869–1874: handlarz whiskey w prowincji Alberta w Kanadzie
- 1874–1877: zwiadowca US Army podczas walk z Siuksami
- 1877–1881: obsługiwał stację dyliżansów Oregon Short Line (zastrzelił pasażera); łowca wilków
- grudzień 1881: sędzia pokoju w hrabstwie Custer na Terytorium Montany
- listopad 1882–1884: zastępca szeryfa na Terytorium Montany
- kwiecień–sierpień 1884: występował w Wild West Show Hardwicka jako „Wściekły Mściciel na Prerii”
- 1885–1886: przewodnik turystyczny
- 1887–1888: uprawiał kapustę na wyspie na rzece Yellowstone
- 1888–1895: był policjantem w Red Lodge na Terytorium Montany
- listopad 1895: odwiedził Tombstone (Arizona)
- grudzień 1899: schorowany opuścił Red Lodge i udał się do Szpitala Weteranów w Los Angeles
- styczeń 1900: John Liver-Eating Johnston zmarł w Los Angeles
- czerwiec 1974: jego ciało zostało przewiezione do Cody w Wyoming[18]

## W kulturze
- Jego losy stały się kanwą filmu Jeremiah Johnson z roku 1972 w reżyserii Sydneya Pollacka z Robertem Redfordem w roli głównej[19]
- John Johnston jest bohaterem jednego z rozdziałów książki Felton & Fowler's Famous Americans You Never Knew Existed, napisanej przez Bruce'a Feltona i Marka Fowlera (wyd. Stein and Day, 1979, ISBN 978-0-8128-2511-4)
- Johnston występuje też jako jedna z postaci fikcyjnego świata Riverworld, powstałego w serii książek z gatunku science fiction pióra Phillipa J. Farmera